# Інрі Крісту
Інрі Крісту (порт. Inri Cristo), справжнє ім'я — Альвару Таїс (порт. Álvaro Thais; нар. 22 березня 1948) — бразильський харизматичний релігійний лідер, який проголосив себе перевтіленням Ісуса Христа. Часто виступає в інтерв'ю та телевізійних шоу, де викладає свої провокаційні погляди на еволюціонізм, вегетаріанство, перенаселення, контрацепцію, аборти, атеїзм, соціалізм і капіталізм, потенційну майбутню світову війну.

## Біографія
Народився у сім'ї фермерів німецького походження Вільгельма та Магдалени Таїс. У віці 13 років пішов з дому. У підлітковому віці він працював копачем, пекарем, кур'єром, рознощиком та офіціантом. Врешті-решт Альвару став атеїстом, поки не отримав «одкровення».
У віці 21 року він проголосив себе пророком та астрологом під псевдонімом Юрі де Нострадамус. З 1971 року почав виступати з промовами на радіо. У 1976 році став вегетаріанцем. У 1978 році він покинув Бразилію та гастролював по Латинській Америці, виступаючи на радіо.
Він стверджував, що з дитинства чув у своїй голові божественний голос: «Я твій Батько, Бог Авраама, Ісака та Якова». У 1979 році, під час посту у Чилі, цей голос сказав, Альвару є реінкарнацією Ісуса. Тоді він взяв собі ім'я Інрі, що є абревіатурою від «Iesus Nazarenus Rex Iudaeorum» (Ісус Назарянин, Цар Юдейський). Інрі розпочав паломництво багатьма країнами, одягнений у білу туніку та сандалі, оголосивши, що його місія буде завершена на світанку Нового часу. Він відвідав 27 країн світу, поширюючи своє вчення. У 1980 році Інрі був висланий із США, Венесуели та Англії. Тимчасовий прихисток йому дала Франція, де він впродовж 9 місяців читав лекції. Повернувшись до Бразилії, 28 лютого 1982 року Інрі здійснив те, що він назвав «діянням свободи». Він увірвався до собору в Белені в штаті Пара, проповідуючи своє вчення. За це він отримав 15 діб ув'язнення. Згодом поліція затримувала Інрі понад 40 разів за хуліганство та порушення громадського спокою.
20 квітня 1982 року в Куритибі створив організацію SOUST (Suprema Ordem Universal da Santissima Trindade, Верховний Всесвітній Орден Святої Трійці), яку він називав «формалізацією обіцяного Царства Божого на Землі». Його часто запрошували читати лекції в багатьох коледжах та університетах Бразилії. Живе у маєтку в долині, яку він називає Новим Єрусалимом. 

### Пророцтва
Згідно з пророцтвами Інрі:
- У 1975 році в Бразилії мало бути офіційно дозволені розлучення (це сталося у 1977 році)
- У 1975 році повинен був померти Ясер Арафат (він помер лише в 2004 році);
- Ісабель Перон буде повалена, а насильство в Аргентині посилиться (через рік після «пророцтва» Ізабель була повалена державним переворотом);
- Режим Фіделя Кастро мав бути скинутим у 1975 році (Кастро залишив пост лише у 2008 році, помер у 2016 році);
- Президент Франції Валері Жискар д'Естен помер би від раку у 1978 році (д'Естен помер у 2020 році);
- Чемпіонат світу з футболу 1978 року в Аргентині не мав відбутися (прогноз виявився хибним, а Кубок відбувся);
- У 1978 році Інтернасьйонал буде чемпіоном Бразилії з футболу (чемпіоном став Гуарані FC);
- В Куритибі мав згоріти хмарочос (досі у місті не сталося жодної великої пожежі);